# Donato Alonso
Donato Alonso war ein mexikanischer Fußballspieler, der seine erfolgreichsten Jahre beim Club Necaxa erlebte.

## Biografie
Alonso begann seine Karriere 1932 beim Club Necaxa, mit dem er in der Saison 1932/33 auf Anhieb mexikanischer Meister wurde.
Er spielte auch für andere Vereine, unter anderem den CF Asturias in der Saison 1936/37. Nach dieser Station kehrte er zu Necaxa zurück und wurde mit den Rayas 1937/38 erneut Meister.
Nach seiner aktiven Karriere trainierte er verschiedene Mannschaften, unter anderem die des Club América sowie die des CD Cuautla und des CD Zacatepec, mit denen er am Saisonende 1958/59 bzw. 1961/62 aus der höchsten mexikanischen Profiliga abstieg.

## Familienname Alonso
In den 1930er Jahren gab es in der mexikanischen Liga verschiedene Spieler mit dem Familiennamen Alonso: den Mittelfeldspieler Sergio Alonso ebenso wie die Nationalspieler Benjamín Alonso (ein Verteidiger) und Manuel Alonso (ein Stürmer). Aufgrund der dürftigen Quellenlage ist nicht feststellbar, ob diese Fußballer (oder zumindest einige von ihnen) miteinander verwandt waren.